# Arnold van Gascogne
Arnold van Gascogne (circa 830 - 864) was van omstreeks 855 tot aan zijn dood hertog van Gascogne. Hij behoorde tot het huis der Wilhelmiden.

## Levensloop
Arnold was de zoon van graaf Emenon van Poitiers uit diens eerste huwelijk met Sancha, dochter van hertog Sancho I van Gascogne. Zijn vader was naast graaf van Poitiers ook graaf van Périgord en Angoulême. In 863 werd Arnold door koning Karel de Kale benoemd tot graaf van Bordeaux.
Omstreeks het jaar 855 werd Arnold in opvolging van zijn overleden oom Sancho Sanchez hertog van Gascogne. Hij bestreed de Vikingen en overleed omstreeks 864 in het klooster van Solignac, waar hij zich op het einde van zijn leven had teruggetrokken. Zijn neef Sancho Mittara volgde hem op.